# Zhenziliang Shuiku
Zhenziliang Shuiku är en reservoar i Kina. Den ligger i provinsen Shanxi, i den norra delen av landet, omkring 200 kilometer norr om provinshuvudstaden Taiyuan. Zhenziliang Shuiku ligger 1 015 meter över havet. Arean är 2,3 kvadratkilometer. Trakten runt Zhenziliang Shuiku består i huvudsak av gräsmarker. Den sträcker sig 2,2 kilometer i nord-sydlig riktning, och 2,1 kilometer i öst-västlig riktning.
Genomsnittlig årsnederbörd är 695 millimeter. Den regnigaste månaden är juli, med i genomsnitt 172 mm nederbörd, och den torraste är januari, med 4 mm nederbörd.